# جائزة الصين الكبرى 2016
جائزة الصين الكبرى 2016 هو سباق فورمولا 1 أقيم في حلبة شانغهاي الدولية، الصين. كان الثالث من أصل 21 في بطولة العالم لسباقات الفورمولا واحد موسم 2016. حلّ الألماني نيكو روسبيرغ أولا بينما جاء الألماني سباستيان فيتل في المركز الثاني.